# ماي ليتل بوني: الفلم
ماي ليتل بوني: الفيلم (بالإنجليزية: My Little Pony: The Movie) هو فيلم خيالي موسيقي رسوم متحركة لعام 2017 يستند إلى المسلسل التلفزيوني المتحرك ماي ليتل بوني: فرندشيب إز ماجيك، والذي تم تطويره كجزء من إعادة إطلاق امتياز تجاري لماي ليتل بوني لعام 2010 بواسطة هاسبرو.

## وصلات خارجية
- مقالات تستعمل روابط فنية بلا صلة مع ويكي بيانات